# 关根明子 (铁人三项运动员)
关根明子（日语：／ Sekine Akiko，1975年8月30日—），旧姓平尾（ひらお），日本女子铁人三项运动员。她曾代表日本参加2006年亚洲运动会铁人三项比赛，获得一枚铜牌。她也曾参加2000年和2004年夏季奥林匹克运动会。